# István Grencsó

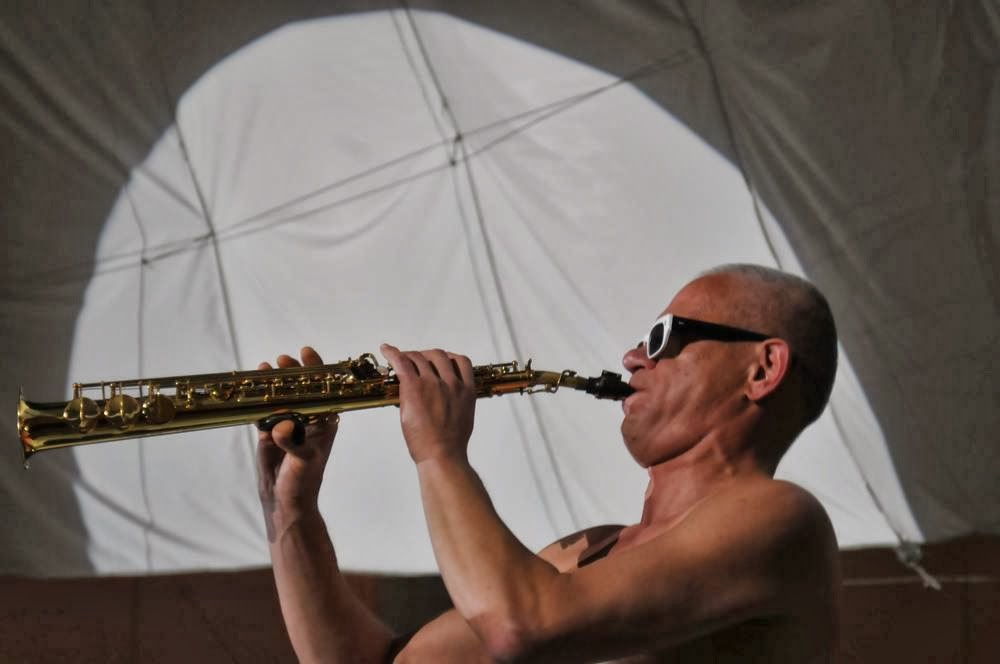
István Grencsó

István Grencsó (* 9. Mai 1956 in Nyíregyháza) ist ein ungarischer Jazzmusiker. Neben seinem Hauptinstrument Saxophon spielt er eine Reihe weiterer Blasinstrumente wie Flöte, Klarinette, Tárogató, Horn und Duduk.

## Leben
Grencsó spielte in seiner Schulzeit zunächst Schlagzeug und bekam dann an einer Musikschule Unterricht auf der Querflöte. Ende der 1970er Jahre lernte er Mihály Dresch kennen und wurde von diesem auf dem Saxophon unterrichtet. Beeinflusst hat ihn die Musik Jiří Stivíns und der polnischen Musiker Tomasz Stańko und Tomasz Szukalski.
Er begann sein öffentliches Wirken 1979 als Flötist der Gruppe Masina Jazz Csoport. Eine größere Bekanntheit erreichte er als Partner des Pianisten György Szabados in den 1980er Jahren. 1984 gründete er zusammen mit Róbert Benkő (Cello und Bass) und György Jeszenszky (Schlagzeug) die Gruppe Grencsó Kollektíva, mit der er in wechselnden Besetzungen eine Reihe von Alben aufgenommen hat. Weiterhin gründete er das István Grencsó Quartett. Im Jahr 2007 wurde er Mitglied der holländisch-ungarischen Formation Double Grounds, einer Besetzung mit zwei Saxophonen, zwei Posaunen, zwei Bässen und zwei Schlagzeugen.
Grencsó arbeitete unter anderem mit Peter Brötzmann, Tobias Delius, Peter Kowald, Irén Lovász, Paul Termos und dem russischen Noiz Orchestra zusammen.
Seine Musik bewegt sich zumeist im Bereich des avantgardistischen Jazz und der freien Improvisation. Neben seiner Tätigkeit als Komponist und Arrangeur für Jazzensembles  wirkte er auch im Bereich Film- und Bühnenmusik.
Im Jahr 2005 erschien der Dokumentarfilm Szabad vagyok über das Leben und die Musik von István Grencso, bei dem Gabriella Medgyesi Regie führte.

## Diskographie (Auswahl)
- Tickmayer Formatio: Monumentomanija Maleroznog Prvoborca, 1987
- Dresch Quartet: Live In Cologne, 1988
- Grencsó Tickmayer Duo: Chamber Music, 1990
- Grencsó Kollektíva: Plays Monk, 1996
- Grencsó Kollektíva: Villa Negra, 1997
- Grencsó Kollektíva: Fekete kenyér, 1999
- Grencsó Kollektíva Plusz: 7 ének az utolsó mohikánoknak, 2000
- Grencsó Surprise Kollektív: Dream Car, 2003
- Noiz Orchestra: Проявка, 2006
- Grencsó Bio Kollektív: Zumzoo, 2006
- Regős, Gyárfás, Grencsó, Nesztor, Jeszenszky: Együttműködés, 2013
- Ken Vandermark, István Grencsó, Róbert Benkő: Burning River Melting Sea (Égő Folyó Olvadó Tenger), 2021